# 埃尔斯河畔萨勒
埃尔斯河畔萨勒（法語：Salles-sur-l'Hers，法語發音：[sal syʁ lɛʁs] ⓘ）是法国奥德省的一个市镇，属于卡尔卡松区。

## 地名
该地名“Salles-sur-l'Hers”中河名“Hers”发音为[ɛʁs]，字母“s”发音，应译“埃尔斯河”，《世界地名翻译大辞典》与《世界地名译名词典》将该地名误译作“埃尔河畔萨勒”。

## 地理
埃尔斯河畔萨勒（43°17'39"N, 1°47'7"E）面积19.31 平方千米，位于法国奧克西塔尼大區奥德省，该省份为法国南部沿海省份，北起塔恩省，西北接上加龙省，西接阿列日省，南至东比利牛斯省，东临地中海，东北与埃罗省接壤。
与埃尔斯河畔萨勒接壤的市镇（或旧市镇、城区）包括：贝尔夫卢、屈米耶斯、法雅克拉勒朗克、拉卢维耶尔洛拉盖、马尔坎、蒙托里奥勒、圣卡梅勒、圣米歇尔德拉内斯。
埃尔斯河畔萨勒的时区为UTC+01:00、UTC+02:00（夏令时）。

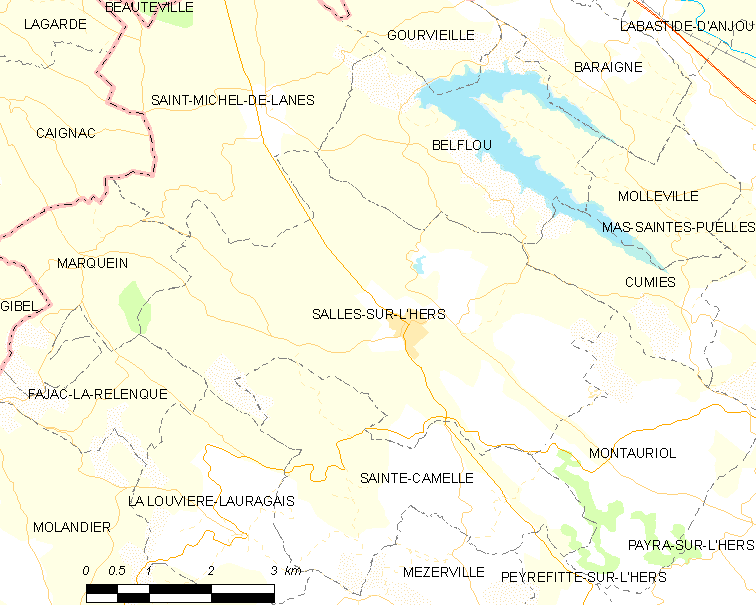
埃尔斯河畔萨勒的OSM定位图

## 行政
埃尔斯河畔萨勒的邮政编码为11410，INSEE市镇编码为11371。

## 政治
埃尔斯河畔萨勒所属的省级选区为拉皮耶日欧拉泽斯县。

## 人口

1962-2008年间埃尔斯河畔萨勒人口变化图示

埃尔斯河畔萨勒于2022年1月1日时的人口数量为752人。